# Іваниця Володимир Олексійович
Іваниця Володимир Олексійович (3 червня 1946, Ізяслав) — спеціаліст в галузі мікробіології та екологічної біотехнології. Доктор біологічних наук (1996); професор (1997); завідувач кафедри мікробіології та вірусології Одеського національного університету імені І. І. Мечникова; проректор Одеського національного університету імені І. І. Мечникова з питань науки, технологій та впровадження наукових розробок (1997); керівник наукової школи «Морська мікробіологія і екологічна біотехнологія». Почесна грамота Президента України, Заслужений діяч науки і техніки України, Почесний знак «За наукові досягнення», Орден «За заслуги» ІІІ ступеня, Премія НАН України ім. Д. К. Заболотного, Почесна грамота Кабінету Міністрів України, Орден «За заслуги» ІІ ступеня.

## Біографія
Народився 3 червня 1946 р. в м. Ізяславі Хмельницької обл. у родині професійного військового. З 1969 р. по 1974 р. навчався на біологічному факультеті Одеського державного університету (нині — Одеський національний університет імені І. І. Мечникова). З 1974 р. — стажист, а потім — аспірант Московського державного університету, де у 1979 р. захистив кандидатську дисертацію за спеціальністю «мікробіологія» на тему: «Біосинтез позаклітинних протеаз Aspergillus candidus». Працює на кафедрі мікробіології і вірусології Одеського університету з 1979 р. на посаді асистента, з 1981 р. — доцента кафедри. З 1983 р. його обрано на посаду завідувача кафедри мікробіології і вірусології.
У 1996 р. в Інституті мікробіології і вірусології НАН України захистив докторську дисертацію за спеціальністю «мікробіологія» на тему: «Стан та мінливість мікробних ценозів морських екосистем».
У 1997 р. рішенням Вченої ради Одеського державного університету йому присвоєне звання професора по кафедрі мікробіології і вірусології, того ж року його переведено за контрактом на посаду проректора з питань науки, технологій та впровадження наукових розробок.
Створив в Одеському національному університеті імені І. І. Мечникова філію національної колекції морських та практично корисних мікроорганізмів, яка у 2004 році отримала статус Національного надбання. Організував підготовку фахівців за новою спеціальністю «мікробіологія і вірусологія». За його ініціативою підготовлено ряд нових загальних і спеціальних курсів — імунологія, біологія окремих груп мікроорганізмів, фармакологія, систематика бактерій, метаболізм мікроорганізмів та інші.
Виховав сина Дмитра, який загинув у 54-річному віці 17 грудня 2023 року під час російської атаки БПЛА на Одещину.

## Наукова діяльність
Коло наукових інтересів вченого досить широке. Основні напрямки наукової діяльності: вивчення позаклітинних гідролітичних ферментів мікроорганізмів та механізмів регуляції їх синтезу; мікробне різноманіття морських екосистем; мінливість морських мікробних біоценозів при умовах антропогенного забруднення. Фахівець у галузі біології, систематики, екології бактерій, використання мікробних генетичних ресурсів, екологічної біотехнології. Керівник наукової школи «Морська мікробіологія і екологічна біотехнологія».
Віце-президент та Голова регіонального відділення Товариства мікробіологів України, член редколегії «Мікробіологічного журналу» НАН України.
В. О. Іваниця член експертних рад Міністерства освіти і науки, член спеціалізованої вченої ради із захисту дисертацій, член експертної ради ВАК України з біологічних наук, член Науково-технічної ради Державної програми прогнозування науково-технологічного та інноваційного розвитку на 2004—2006 рр. Міністерства освіти і науки України, Національної Академії наук України.
У 2003 р. йому присвоєно почесне звання «Заслужений діяч науки і техніки України».
Автор більше 170 наукових праць та має 25 патентів.

## Праці
- Ковзні бактерії порядків Myxobacteriales і Cytophagales / В. А. Иваница // Успехи микробиологии. — 1990. — № 24. — С. 56-87.
- Биологические характеристики морских микроорганизмов / А. В. Цыбань, В. А. Иваница, Г. В. Худченко, Г. В. Панов // Исследования экосистем Берингова и Чукотского морей. — СПб., 1992. — С. 193—211.
- Изучение патогенных свойств скользящих бактерий на модели культуры клеток мантии мидий / В. А. Иваница, Т. В. Гудзенко, А. Г. Джахуди // Микробиологический журнал. — 1992. — Т. 54, № 5. — С.17-21.
- Скользящая микрофлора мидий прибрежной зоны Одесского залива / В. А. Иваница, А. Г. Джахуди, В. В. Гомонюк // Микробиологический журнал. — 1992. — Т. 54, № 5.— С.10-16.
- Ecology-microbiological monitoring of coastal waters in north-western part of the Black sea / V. Ivanitsa, G. Khudchenko, A. Buchtiarov, V. Medinets // Black Sea Regional Conference on Environment Protection ecologies for coastal areas. — [Varna], 1995. — P. 79-87.
- Ecological after-effects of heterotrophic bacteria variability in conditions of impact pollution of marine environment // Materials of International Conference Ecological Effects of Microorganism Action (Vilnus, 1-4 October, 1997). — Vilnus, 1997. — Р. 443—446.
- Жизнеспособность лиофилизированных клеток Myxococcus xanthus UCM 10041 и Polyangium cellulosum UCM 10043 в присутствии различных антиоксидантов / В. А. Иваница, Е. Л. Рахимова // Мікробіологічний журнал. — 2002. — Т. 64, № 5. — С. 3-9.
- Методи біологічного контролю на токсичність і мутагенність / В. О. Іваниця, Т. В. Васильєва, М. М. Панченко, Н. Ю. Васильєва // Наукові розробки Одес. нац. ун-ту. — 2004. — С. 19-24.
- Мікробіологія в Одеському національному університеті ім. І. І. Мечникова (1865—2003) / В. О. Іваниця, Н. Г. Юргелайтіс, Т. В. Бурлака ; ОНУ ім. І. І. Мечникова. — Одеса: Фенікс, 2004. — 135 с.
- Словник термінів у  мікробіології : українсько-російський, російсько-український :  близько 3000 термінів / В. О. Іваниця, В. С. Підгорський, Н. Г. Юргелайтіс [та ін.]. — Київ : Наук. думка, 2006. — 198 с. — (Словники України).
- Інноваційні розробки Одеського національного університету імені І. І. Мечникова / відп. ред.: В. О. Іваниця. — Одеса: ОНУ ім. І. І. Мечникова, 2010. — 100 с.
- Очисна споруда для утилізації розчинів хімічного нікелювання / В. О. Іваниця, В. В. Менчук, О. О. Баранов [та ін.] // Причорноморський екологічний бюлетень. — 2011. — № 3 : Стан довкілля Одеської області. — С. 155—156.
- Молекулярно-біологічні методи дослідження мікроорганізмів: навч. посіб. / Н. В. Ліманська, В. О. Іваниця, Ф. І. Товкач ; Одеський нац. ун-т ім. І. І. Мечникова. — Одеса: Одеський нац. ун-т, 2014. — 179 с.
- Плазмідні профілі фітопатогенних бактерій родів Erwinia, Ralstonia, Agrobacterium, визначеними різними методами / Ж. Ю. Сергєєва, В. О. Іваниця // Мікробіологія і біотехнологія. — 2014. — № 4 (28). — С. 36-43.
- Виявлення генів плантарицинів у штамів LACTOBACILLUS PLANTARUM — антагоністів фітопатогенних бактерій / Н. В. Ліманська, Д. О. Бабенко, Г. В. Ямборко, В. О. Іваниця // Мікробіологія і Біотехнологія. — 2015. — № 2 (30). — С. 27-33.